# Тук-тук і Жук
Тук-тук і Жук також відомий як Тук-тук, Тук-тук та його приятель Жук, Як Тук-тук город свій доглядав і з свинею воював — один з перших український анімаційних фільмів (першим українським анімаційним фільмом був фільм «Казка про солом'яного бичка» (1927, втрачений), другим — «Українізація» (1927, втрачений).
Поскільки фільм мав шалений успіх серед української малечі, творці зробили продовження фільму: Жук у зоопарку (1936).
Довгий час фільм вважався втраченим, його було викуплено Довженко-центром у Госфільмофонді Росії лише у 2013 році. Реставрацію фільму було завершено у 2016 році, а перший показ відреставрованої версії відбувся 30 вересня 2017 року в рамках міжнародного фестивалю актуальної анімації та медіамистецтва Linoleum.

## Сюжет

Колаж з анімаційних фільмів, де аніматором був Сергій Конончук

Сюжет мультфільму розповідає про двох друзів - хлопчика Тук-тука та його пса Жука. Герої разом доглядають власний город, на який згодом зазіхають двоє антагоністів - лисиця та свиня, у яких, вочевидь, змальовані образи політичних антигероїв у СРСР того часу. Лиходії відправляються відбирати врожай у Тук-тука з жуком, але ті дають їм відсіч. На жаль, якраз останній момент у мультфільмі не зберігся. Із 11 хвилин всього фільму у вільному доступі на даний момент є сім.

## Творча команда
- Режисери: В'ячеслав Левандовський, Д. Бабаєв, Євген Горбач
- Сценарист: Олесь Донченко
- Художники-постановники: Євген Горбач, Д. Бабаєв
- Художники-аніматори: Сергій Конончук, І. Клебанов, С. Крюков
- Композитор: О. Зноско-Боровський
- Звукооператор: Н. Комарова-Притульська

## Виробництво
Роботу зі створення фільму було розпочато 1928 року у київському відділенні кіностудії ВУФКУ одним із засновників української анімації В'ячеславом Левандовським. «Тук-тук та його приятель Жук» повинен був стати його першим українським звуковим анімаційнмим фільмом. Але завершити роботу Левандовському не вдалося через технічні труднощі виконання поставлених завдань й фільм був завершений вже учнями Левандовського у 1935 році.